# Heisteria cyathiformis
Heisteria cyathiformis là một loài thực vật thuộc họ Olacaceae. Đây là loài đặc hữu của Ecuador.